# Liste der Biografien/Spy
Liste der Biografien |
Portal Biografien |
Personensuche
# |
A |
B |
C |
D |
E |
F |
G |
H |
I |
J |
K |
L |
M |
N |
O |
P |
Q |
R |
S |
T |
U |
V |
W |
X |
Y |
Z |
?
 
Sa |
Sb |
Sc |
Sd |
Se |
Sf |
Sg |
Sh |
Si |
Sj |
Sk |
Sl |
Sm |
Sn |
So |
Sp |
Sq |
Sr |
Ss |
St |
Su |
Sv |
Sw |
Sy |
Sz
 
Spa |
Spe |
Sph |
Spi |
Spl |
Spo |
Spr |
Spu |
Spy
Die Liste der Biografien führt alle Personen auf, die in der deutschsprachigen Wikipedia einen Artikel haben. Dieses ist eine Teilliste mit 28 Einträgen von Personen, deren Namen mit den Buchstaben „Spy“ beginnt.

## Spy

### Spyb
- Spybey, Dina (* 1965), US-amerikanische Schauspielerin

### Spyc
- Spychała, Tadeusz (1933–2003), polnisch-österreichischer Architekt
- Spychalski, Marian (1906–1980), polnischer Politiker
- Spycher, Christoph (* 1978), Schweizer Fußballspieler
- Spycher, Johanna (1890–1969), Schweizer Chiropraktikerin
- Spychiger, Arnold (1869–1938), Schweizer Unternehmer und Politiker (FDP)
- Spychiger, Tommy (1934–1965), Schweizer Motorsportler
- Spycimir Leliwita († 1352), polnischer Adliger und Politiker
- Spyck, Johannes van der, niederländischer Kupferstecher, Radierer und Illustrator
- Spycket, Agnès (1921–2022), französische Vorderasiatische Archäologin

### Spyk
- Spykman, Nicholas J. (1893–1943), niederländisch-amerikanischer Geostratege

### Spyl
- Spylo, Ahren (* 1983), deutsch-kanadischer Eishockeyspieler

### Spyr
- Spyra, Andy (* 1984), deutscher Fotograf und Fotojournalist
- Spyra, Michael (* 1983), deutscher Schriftsteller
- Spyra, Wolfram (* 1964), deutscher Klangkünstler und Elektronik-Musiker
- Spyraki, Maria (* 1965), griechische Politikerin
- Spyres, Michael (* 1979), amerikanischer Opernsänger (Tenor)
- Spyri, Johanna (1827–1901), Schweizer SchriftstellerinJohanna Spyri (1827–1901)

Johanna Spyri (1827–1901)

- Spyridon († 350), Heiliger der orthodoxen Kirche, Schutzpatron Korfus
- Spyridonidis, Alexis (* 1995), griechischer Basketballspieler
- Spyrka, Adrian (* 1967), deutscher Fußballspieler
- Spyropoulos, Jannis (1912–1990), griechischer Maler
- Spyropoulos, Nikolaos (* 1983), griechischer Fußballspieler
- Spyropoulou, Maria (* 1970), griechische Physikerin und Hochschulprofessorin
- Spyrou, Stavros (* 2000), zyprischer Mittelstreckenläufer

### Spyt
- Spytihněv I. († 915), Herzog von Böhmen aus dem Geschlecht der Přemysliden
- Spytihněv II. (1031–1061), Fürst von Böhmen
- Spytko von Mahlstein (1398–1439), polnischer Ritter